# Уолл-стрит, 1
Уолл-стрит, 1 (англ. 1 Wall Street, ранее Irving Trust Company Building, с 1988 — Bank of New York Building, с 2007 — BNY Mellon Building) — небоскрёб в Нью-Йорке, один из представителей стиля арт-деко в деловой части Манхэттена. Расположен на пересечении Уолл-стрит и Бродвея. В настоящее время здесь располагается центральный офис корпорации The Bank of New York Mellon.

## История

Вход в здание

Строительство здания велось с 1929 по 1931 года по проекту фирмы Voorhees, Gmelin and Walker. Пятидесятиэтажное здание имеет высоту чуть более 199 м и доступную для аренды площадь более 108293 м².
Вход со стороны Уолл-стрит ведет в двухэтажный банковский зал, потолок которого украшен мозаикой Хилдрет Мейре, схожей с мозаикой в Стокгольмской ратуше (обе композиции изготовлены берлинской компанией Ravenna Mosaic Company).
В 1963—1965 годах к южной стене здания добавлена 36-этажная пристройка. Она появилась на месте снесённых для этого Манхэттен-Лайф-Иншуренс-Билдинг 1894 года постройки и Никербокер-Траст-Компани-Билдинг 1909 года постройки. Среди других изменений — замена надписи «Irving Trust» на «Bank of New York».

## Конструкция
Здание имеет стальной каркас и облицовано серым известняком. Из-за многочисленных проблем с облицовкой в 2001 году компания Hoffmann Architects должна была провести обследование здания и подготовить план по его реставрации.